# McGraw-Hill Building
El nom McGraw-Hill Building designa dos edificis diferents situats al  Midtown de Manhattan a New York.

## 330 West 42nd Street
L'edifici original McGraw-Hill Building, de l'arquitecte Raymond Hood, sobre la 42nd Street (33 pisos, 148m d'alçària) va ser acabat el 1931, el mateix any que l'Empire State Building. Les façanes de l'edifici són fetes de rajoles de ceràmica blau-verd, alternant amb finestres altes muntades sobre un xassís metàl·lic verd. Aquest edifici va ser l'únic presentat durant la cèlebre exposició d'Estil internacional del  Museum of Modern Art el 1932, també citat com a exemple de realització Art déco.
Situat a l'oest del carrer 42, entre les  Vuitena i Novena Avinguda, el McGraw-Hill Building va ser l'edifici més alt del barri de la  Hell's Kitchen durant decennis. Va perdre el seu estatus en el moment de la construcció de l'One Worldwide Plaza, acabat el 1989. És sempre visible de lluny, però és àmpliament dominat pel recent Orion Building a la mateixa illa urbana, un complex residencial de 58 pisos igualment de color verd.

## 1221 Avenue of the Americas

Emplaçament del McGraw-Hill Building al Rockefeller Center.

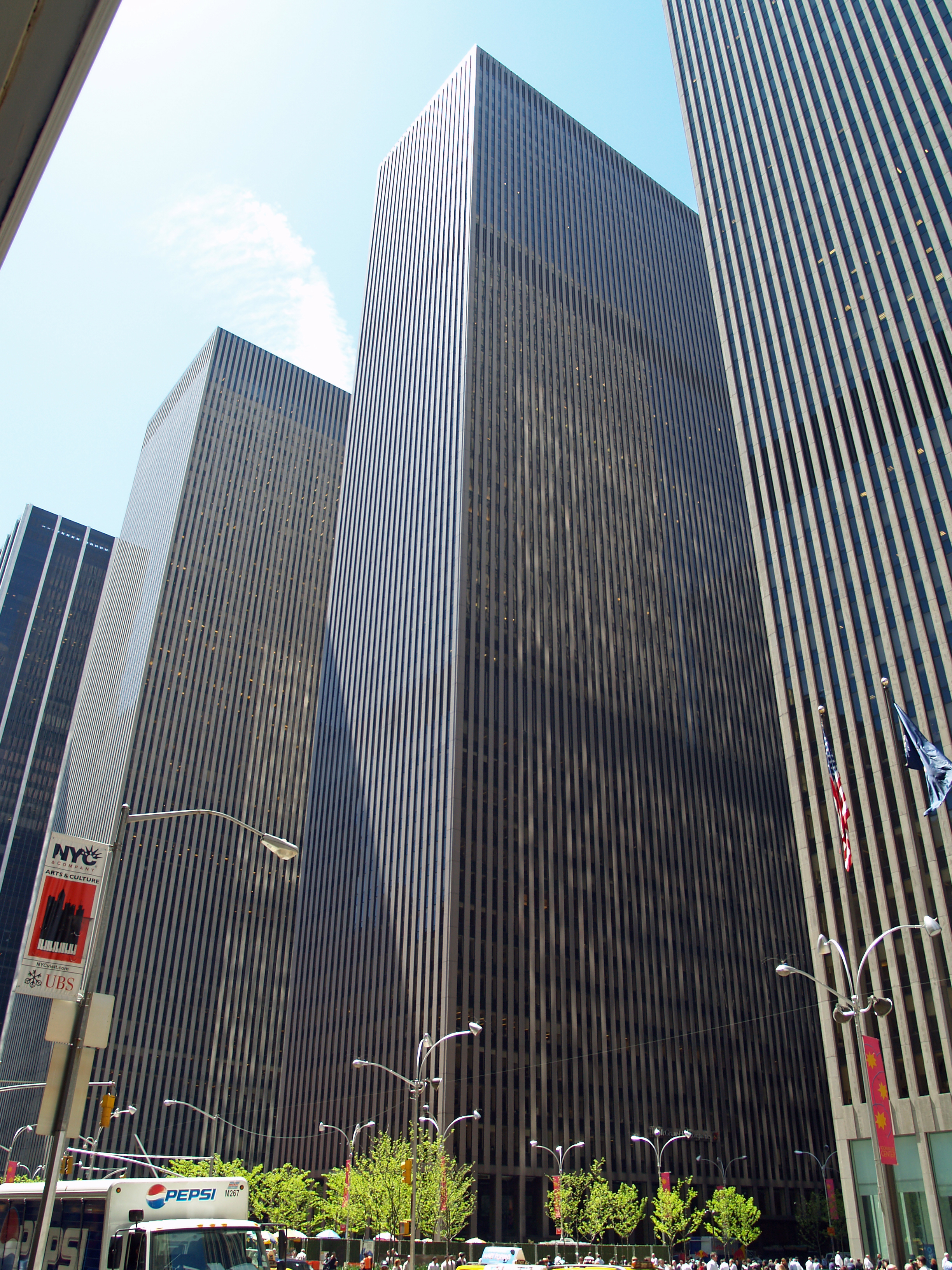
Els 'XYZ' Buildings del Rockefeller Center a la Sisena Avinguda. Al centre el McGraw-Hill.

El més gran dels dos edificis de McGraw-Hill forma part de tres construccions conegudes sota el nom d'XYZ Buildings. Els XYZ Buildings formaven part de l'extensió del Rockefeller Center en els anys 1960. Tots tres van ser concebuts pel gabinet d'arquitectura de Wallace Harrison.
El McGraw-Hill Building és l'Y Building al 1221 Avenue of the Americas. Va ser el primer a acabar de fer-se, el 1969, és el segon en alçada amb els seus 205 m i 51 pisos i disposa de 241500 m² de superfície de base. L'X Building, 1251 Avenue of the Americas (L'Exxon Building), és el més gran amb els seus 229 m i 54 pisos, va ser acabat el 1971. El Z Building, el més petit i el més recent, és el Celanese Building amb 45 pisos i una alçada de 180 m.
Els edificis són similars per la seva concepció i aspecte a les difuntes Twin Towers del World Trade Center al Financial District.